# جيمس أوكووسا
جيمس أونييكاتشوكوو أوكووسا (وُلد في 14 سبتمبر 1990) هو لاعب كرة قدم نيجيري محترف يشغل مركز الدفاع في نادي كوشينغ سيتي الماليزي.

## المسيرة مع الأندية
في 5 سبتمبر 2019، انتقل أوكووسا إلى نادي القادسية الكويتي.
وفي 4 سبتمبر 2021، انتقل إلى نادٍ كويتي آخر هو نادي الشباب.
وفي 3 فبراير 2023، انتقل إلى نادي بي دي ار ام فيدوري السوبر الماليزي.

## المسيرة الدولية
شارك أوكووسا لأول مرة مع منتخب نيجيريا كبديل في مباراة كأس مانديلا أمام جنوب أفريقيا في أغسطس 2013، والتي انتهت بفوز نيجيريا 2–0. بعد ذلك، شارك في مباراة ودية ضد بوركينا فاسو في كادونا، حيث فاز المنتخب النيجيري 4–1. وفي 13 أكتوبر 2013، خاض أول مباراة رسمية له، حين دخل كبديل لإيمانويل إيمينيكي في الدقيقة 93 خلال مواجهة تصفيات كأس العالم 2014 ضد إثيوبيا في أديس أبابا.

## روابط خارجية
- جيمس أوكووسا على فرق كرة القدم الوطنية.كوم
- جيمس أوكووسا  على سكروي